# Fußballclub Hansa Rostock 2000-2001
Questa voce raccoglie le informazioni riguardanti il Fußballclub Hansa Rostock nelle competizioni ufficiali della stagione 2000-2001.

## Stagione
Nella stagione 2000-2001 l'Hansa Rostock, allenato da Andreas Zachhuber, Juri Schlünz e Friedhelm Funkel, concluse il campionato di Bundesliga al 12º posto. In Coppa di Germania l'Hansa Rostock fu eliminato al secondo turno dall'Hannover 96.

## Rosa
| N. |                     | Ruolo | Calciatore           |
| -- | ------------------- | ----- | -------------------- |
| 1  | Germania (bandiera) | P     | Martin Pieckenhagen  |
| 2  | Germania (bandiera) | C     | Timo Lange           |
| 3  | Egitto (bandiera)   | C     | Mohammed Emara       |
| 4  | Germania (bandiera) | D     | Sven Benken          |
| 5  | Svezia (bandiera)   | D     | Andreas Jakobsson    |
| 7  | Germania (bandiera) | C     | René Rydlewicz       |
| 8  | Germania (bandiera) | C     | Hilmar Weilandt      |
| 9  | Germania (bandiera) | C     | Matthias Breitkreutz |
| 10 | Croazia (bandiera)  | A     | Kreso Kovacec        |
| 11 | Germania (bandiera) | A     | Henri Fuchs          |
| 12 | Egitto (bandiera)   | C     | Yasser Radwan        |
| 13 | Togo (bandiera)     | A     | Bachirou Salou       |
| 14 | Germania (bandiera) | D     | Kai Oswald           |

| N. |                     | Ruolo | Calciatore       |
| -- | ------------------- | ----- | ---------------- |
| 15 | Svezia (bandiera)   | A     | Magnus Arvidsson |
| 16 | Germania (bandiera) | D     | Rayk Schröder    |
| 17 | Svezia (bandiera)   | C     | Marcus Lantz     |
| 18 | Polonia (bandiera)  | C     | Sławomir Majak   |
| 20 | Germania (bandiera) | D     | René Schneider   |
| 21 | Germania (bandiera) | P     | Daniel Klewer    |
| 22 | Nigeria (bandiera)  | A     | Victor Agali     |
| 23 | Germania (bandiera) | C     | Christian Brand  |
| 25 | Germania (bandiera) | D     | Marco Zallmann   |
| 26 | Germania (bandiera) | P     | Perry Bräutigam  |
| 27 | Germania (bandiera) | A     | Steffen Baumgart |
| 30 | Germania (bandiera) | A     | Marco Vorbeck    |
| 38 | Svezia (bandiera)   | C     | Peter Wibrån     |

## Organigramma societario
Area tecnica
- Allenatore: Friedhelm Funkel
- Allenatore in seconda: Juri Schlünz
- Preparatore dei portieri:
- Preparatori atletici:

## Calciomercato

### Sessione estiva
| Acquisti | Acquisti          | Acquisti          | Acquisti |
| R.       | Nome              | da                | Modalità |
| -------- | ----------------- | ----------------- | -------- |
| D        | Andreas Jakobsson | Helsingborg       |          |
| C        | René Rydlewicz    | Arminia Bielefeld |          |
| D        | Rayk Schröder     | Energie Cottbus   |          |

| Cessioni | Cessioni         | Cessioni        | Cessioni |
| R.       | Nome             | a               | Modalità |
| -------- | ---------------- | --------------- | -------- |
| D        | Uwe Ehlers       | Monaco 1860     |          |
| C        | Olaf Holetschek  | Chemnitz        |          |
| C        | Björn Laars      | Babelsberg      |          |
| C        | Ronny Thielemann | Energie Cottbus |          |

### Sessione invernale
| Acquisti | Acquisti       | Acquisti              | Acquisti |
| R.       | Nome           | da                    | Modalità |
| -------- | -------------- | --------------------- | -------- |
| A        | Bachirou Salou | Eintracht Francoforte |          |

| Cessioni | Cessioni           | Cessioni     | Cessioni |
| R.       | Nome               | a            | Modalità |
| -------- | ------------------ | ------------ | -------- |
| A        | Abdelaziz Ahanfouf | Unterhaching |          |

## Risultati

### Bundesliga

#### Girone di andata
| Arbitro: | Keßler |

|              |           |  |
| Herrlich 61’ | Marcatori |  |

| Arbitro: | Kemmling |

|  |           |                               |
|  | Marcatori | 25’, 30’, 51’ Mpenza 40’ Sand |

| Arbitro: | Weiner |

|                                                     |           |  |
| Reichenberger 60’, 81’ Heldt 66’ (rig.), 80’ (rig.) | Marcatori |  |

| Rostock 10 settembre 2000, ore 17:30 CEST 4ª giornata | Hansa Rostock | 0 – 0 referto | Friburgo | Ostseestadion (12 000 spett.)\| Arbitro: \| Jansen \| |
| Arbitro:                                              | Jansen        |               |          |                                                       |

| Arbitro: | Wack |

|          |           |                               |
| Rink 48’ | Marcatori | 33’ Arvidsson 38’ Breitkreutz |

| Arbitro: | Aust |

|               |           |  |
| Rydlewicz 71’ | Marcatori |  |

| Arbitro: | Berg |

|  |           |           |
|  | Marcatori | 15’ Brand |

| Arbitro: | Strampe |

|  |           |                         |
|  | Marcatori | 3’ Deisler 72’ Beinlich |

| Arbitro: | Gagelmann |

|           |           |                           |
| Weber 56’ | Marcatori | 67’ Arvidsson 76’ Kovacec |

| Arbitro: | Krug |

|           |           |                      |
| Majak 89’ | Marcatori | 37’ (aut.) Rydlewicz |

| Arbitro: | Weiner |

|            |           |  |
| Dundee 34’ | Marcatori |  |

| Arbitro: | Merk |

|                                 |           |                              |
| Herzog 75’ (aut.) Rydlewicz 81’ | Marcatori | 45’ Herzog 89’ Breitenreiter |

| Arbitro: | Sippel |

|                                                 |           |                         |
| Cullmann 9’ Lottner 34’ Kurth 40’ Timm 49’, 71’ | Marcatori | 24’ Arvidsson 29’ Lange |

| Arbitro: | Jansen |

|               |           |  |
| Arvidsson 86’ | Marcatori |  |

| Arbitro: | Fandel |

|                |           |  |
| Reghecampf 70’ | Marcatori |  |

| Arbitro: | Berg |

|              |           |           |
| Max 21’, 68’ | Marcatori | 66’ Agali |

| Arbitro: | Stark |

|                                                          |           |                          |
| Baumgart 9’ Schröder 42’ Wibrån 54’ Brand 79’ Radwan 81’ | Marcatori | 38’ Krstajić 75’ Pizarro |

#### Girone di ritorno
| Arbitro: | Heynemann |

|                      |           |                   |
| Rydlewicz 57’ (rig.) | Marcatori | 8’ Reina 47’ Addo |

| Arbitro: | Strampe |

|                    |           |  |
| Böhme 4’ Němec 67’ | Marcatori |  |

| Arbitro: | Wack |

|  |           |                               |
|  | Marcatori | 30’ Kryszałowicz 45’ Gebhardt |

| Friburgo in Brisgovia 11 febbraio 2001, ore 17:30 CET 21ª giornata | Friburgo | 0 – 0 referto | Hansa Rostock | Dreisamstadion (25 000 spett.)\| Arbitro: \| Albrecht \| |
| Arbitro:                                                           | Albrecht |               |               |                                                          |

| Arbitro: | Steinborn |

|                        |           |             |
| Agali 45’ Baumgart 56’ | Marcatori | 23’ Kirsten |

| Arbitro: | Fröhlich |

|  |           |          |
|  | Marcatori | 2’ Salou |

| Arbitro: | Merk |

|                                   |           |                          |
| Agali 29’ Salou 51’ Jakobsson 61’ | Marcatori | 32’ Kuffour 66’ Jeremies |

| Arbitro: | Aust |

|            |           |  |
| Dárdai 90’ | Marcatori |  |

| Arbitro: | Keßler |

|                |           |  |
| Agali 71’, 80’ | Marcatori |  |

| Arbitro: | Jansen |

|                   |           |           |
| Kühbauer 14’, 60’ | Marcatori | 66’ Majak |

| Arbitro: | Wack |

|                      |           |                    |
| Rydlewicz 88’ (rig.) | Marcatori | 72’ (rig.) Balăkov |

| Arbitro: | Steinborn |

|              |           |           |
| Ahanfouf 53’ | Marcatori | 75’ Majak |

| Arbitro: | Stark |

|                      |           |           |
| Benken 23’ Majak 48’ | Marcatori | 73’ Kurth |

| Arbitro: | Heynemann |

|                      |           |          |
| Heinz 46’ Bester 90’ | Marcatori | 3’ Salou |

| Arbitro: | Strampe |

|              |           |  |
| Rydlewicz 9’ | Marcatori |  |

| Rostock 12 maggio 2001, ore 15:30 CEST 33ª giornata | Hansa Rostock | 0 – 0 referto | Monaco 1860 | Ostseestadion (19 000 spett.)\| Arbitro: \| Merk \| |
| Arbitro:                                            | Merk          |               |             |                                                     |

| Arbitro: | Kemmling |

|                                     |           |  |
| Ailton 30’ Krstajić 43’ Baumann 87’ | Marcatori |  |

### Coppa di Germania
| Arbitro: | Gagelmann |

|             |           |                        |
| Berhorst 2’ | Marcatori | 64’ Kovacec 87’ Wibrån |

| Arbitro: | Albrecht |

|                     |           |               |
| Lala 3’ Štefulj 74’ | Marcatori | 54’ Arvidsson |

## Statistiche

### Statistiche di squadra
| Competizione      | Punti | In casa | In casa | In casa | In casa | In casa | In casa | In trasferta | In trasferta | In trasferta | In trasferta | In trasferta | In trasferta | Totale | Totale | Totale | Totale | Totale | Totale | DR  |
| Competizione      | Punti | G       | V       | N       | P       | Gf      | Gs      | G            | V            | N            | P            | Gf           | Gs           | G      | V      | N      | P      | Gf     | Gs     | DR  |
| ----------------- | ----- | ------- | ------- | ------- | ------- | ------- | ------- | ------------ | ------------ | ------------ | ------------ | ------------ | ------------ | ------ | ------ | ------ | ------ | ------ | ------ | --- |
| Bundesliga        | 43    | 17      | 8       | 5       | 4       | 22      | 20      | 17           | 4            | 2            | 11           | 12           | 27           | 34     | 12     | 7      | 15     | 34     | 47     | -13 |
| Coppa di Germania | -     | 0       | 0       | 0       | 0       | 0       | 0       | 2            | 1            | 0            | 1            | 3            | 3            | 2      | 1      | 0      | 1      | 3      | 3      | 0   |
| Totale            | 43    | 17      | 8       | 5       | 4       | 22      | 20      | 19           | 5            | 2            | 12           | 15           | 30           | 36     | 13     | 7      | 16     | 37     | 50     | -13 |

### Andamento in campionato
| Giornata  | 1  | 2  | 3  | 4  | 5  | 6  | 7  | 8  | 9 | 10 | 11 | 12 | 13 | 14 | 15 | 16 | 17 | 18 | 19 | 20 | 21 | 22 | 23 | 24 | 25 | 26 | 27 | 28 | 29 | 30 | 31 | 32 | 33 | 34 |
| --------- | -- | -- | -- | -- | -- | -- | -- | -- | - | -- | -- | -- | -- | -- | -- | -- | -- | -- | -- | -- | -- | -- | -- | -- | -- | -- | -- | -- | -- | -- | -- | -- | -- | -- |
| Luogo     | T  | C  | T  | C  | T  | C  | T  | C  | T | C  | T  | C  | T  | C  | T  | T  | C  | C  | T  | C  | T  | C  | T  | C  | T  | C  | T  | C  | T  | C  | T  | C  | C  | T  |
| Risultato | P  | P  | P  | N  | V  | V  | V  | P  | V | N  | P  | N  | P  | V  | P  | P  | V  | P  | P  | P  | N  | V  | V  | V  | P  | V  | P  | N  | N  | V  | P  | V  | N  | P  |
| Posizione | 12 | 17 | 18 | 18 | 16 | 13 | 10 | 12 | 9 | 10 | 10 | 11 | 13 | 11 | 13 | 15 | 13 | 14 | 14 | 17 | 15 | 13 | 12 | 12 | 13 | 12 | 11 | 11 | 12 | 12 | 13 | 12 | 12 | 12 |

Legenda:

Luogo: C = Casa; T = Trasferta. Risultato: V = Vittoria; N = Pareggio; P = Sconfitta.

### Statistiche dei giocatori
| Giocatore       | Bundesliga | Bundesliga | Bundesliga  | Bundesliga | Coppa di Germania | Coppa di Germania | Coppa di Germania | Coppa di Germania | Totale   | Totale | Totale      | Totale     |
| Giocatore       | Presenze   | Reti       | Ammonizioni | Espulsioni | Presenze          | Reti              | Ammonizioni       | Espulsioni        | Presenze | Reti   | Ammonizioni | Espulsioni |
| --------------- | ---------- | ---------- | ----------- | ---------- | ----------------- | ----------------- | ----------------- | ----------------- | -------- | ------ | ----------- | ---------- |
| V. Agali        | 22         | 5          | 7           | 1          | 1                 | 0                 | 1                 | 0                 | 23       | 5      | 8           | 1          |
| A. Ahanfouf     | 4          | 0          | 1           | 1          | 0                 | 0                 | 0                 | 0                 | 4        | 0      | 1           | 1          |
| M. Arvidsson    | 29         | 4          | 4           | 0          | 2                 | 1                 | 0                 | 0                 | 31       | 5      | 4           | 0          |
| S. Baumgart     | 29         | 2          | 4           | 0          | 1                 | 0                 | 0                 | 1                 | 30       | 2      | 4           | 1          |
| S. Benken       | 22         | 1          | 5           | 2          | 1                 | 0                 | 1                 | 0                 | 23       | 1      | 6           | 2          |
| C. Brand        | 20         | 2          | 3           | 0          | 0                 | 0                 | 0                 | 0                 | 20       | 2      | 3           | 0          |
| M. Breitkreutz  | 8          | 1          | 1           | 0          | 1                 | 0                 | 0                 | 0                 | 9        | 1      | 1           | 0          |
| P. Bräutigam    | 0          | 0          | 0           | 0          | 0                 | 0                 | 0                 | 0                 | 0        | 0      | 0           | 0          |
| M. Emara        | 24         | 0          | 3           | 0          | 2                 | 0                 | 0                 | 0                 | 26       | 0      | 3           | 0          |
| H. Fuchs        | 2          | 0          | 0           | 0          | 0                 | 0                 | 0                 | 0                 | 2        | 0      | 0           | 0          |
| A. Jakobsson    | 34         | 1          | 2           | 0          | 1                 | 0                 | 0                 | 0                 | 35       | 1      | 2           | 0          |
| D. Klewer       | 0          | 0          | 0           | 0          | 0                 | 0                 | 0                 | 0                 | 0        | 0      | 0           | 0          |
| K. Kovacec      | 8          | 1          | 0           | 0          | 1                 | 1                 | 0                 | 0                 | 9        | 2      | 0           | 0          |
| T. Lange        | 13         | 1          | 3           | 0          | 1                 | 0                 | 0                 | 0                 | 14       | 1      | 3           | 0          |
| M. Lantz        | 26         | 0          | 9           | 1          | 1                 | 0                 | 0                 | 1                 | 27       | 0      | 9           | 2          |
| S. Majak        | 25         | 4          | 3           | 1          | 2                 | 0                 | 1                 | 0                 | 27       | 4      | 4           | 1          |
| K. Oswald       | 27         | 0          | 2           | 1          | 1                 | 0                 | 0                 | 0                 | 28       | 0      | 2           | 1          |
| M. Pieckenhagen | 34         | 0          | 1           | 0          | 2                 | 0                 | 0                 | 0                 | 36       | 0      | 1           | 0          |
| Y. Radwan       | 12         | 1          | 2           | 1          | 0                 | 0                 | 0                 | 0                 | 12       | 1      | 2           | 1          |
| R. Rydlewicz    | 30         | 5          | 12          | 0          | 2                 | 0                 | 1                 | 0                 | 32       | 5      | 13          | 0          |
| B. Salou        | 11         | 3          | 1           | 0          | 0                 | 0                 | 0                 | 0                 | 11       | 3      | 1           | 0          |
| R. Schneider    | 2          | 0          | 1           | 0          | 1                 | 0                 | 0                 | 0                 | 3        | 0      | 1           | 0          |
| R. Schröder     | 29         | 1          | 3           | 1          | 2                 | 0                 | 0                 | 0                 | 31       | 1      | 3           | 1          |
| M. Vorbeck      | 0          | 0          | 0           | 0          | 0                 | 0                 | 0                 | 0                 | 0        | 0      | 0           | 0          |
| H. Weilandt     | 4          | 0          | 0           | 0          | 2                 | 0                 | 0                 | 0                 | 6        | 0      | 0           | 0          |
| P. Wibrån       | 31         | 1          | 3           | 1          | 2                 | 1                 | 0                 | 0                 | 33       | 2      | 3           | 1          |
| M. Zallmann     | 15         | 0          | 1           | 0          | 1                 | 0                 | 1                 | 0                 | 16       | 0      | 2           | 0          |